# Nils Erik Hellsten
Nils Erik Hellsten (* 19. Februar 1886 in Stockholm; † 12. April 1962 ebenda) war ein schwedischer Fechter.

## Leben
Nils Hellsten war Major der Reserve, Lehrer und stellvertretender Leiter der Stockholmer Gymnastik- och idrottshögskolan.

## Erfolge im Fechten
Bei den Olympischen Sommerspielen 1924 in Paris gewann er eine Bronzemedaille in der Einzelkonkurrenz des Degenfechtens. Auch an den Sommerolympiaden 1920 in Antwerpen und 1928 in Amsterdam hatte er teilgenommen.
Für seinen schwedischen Fechtverein FFF (Föreningen för fäktkonstens främjande) holte er fünf schwedische Einzelmeisterschaften, davon drei im Degen- (1917, 1918 und 1920) sowie zwei im Florettfechten (1919 und 1920). Mit der schwedischen Nationalmannschaft belegte er bei den Weltmeisterschaften 1931 in Wien und 1934 in Warschau jeweils den dritten Platz beim Degenfechten.